# Potamonautes unisulcatus
Potamonautes unisulcatus е вид ракообразно от семейство Potamonautidae. Видът е световно застрашен, със статут Уязвим.

## Разпространение
Разпространен е в Танзания.